# Svartkindad cettia
Svartkindad cettia (Abroscopus schisticeps) är en asiatisk fågel i familjen cettisångare inom ordningen tättingar.

## Utseende
Svartkindad cettia är en mycket liten fågel, endast nio centimeter lång. Den har svart ansiktsmask, gult ögonbrynsstreck och gul strupe samt grå hjässa. Ovansidan är grön, undersidan ljus.

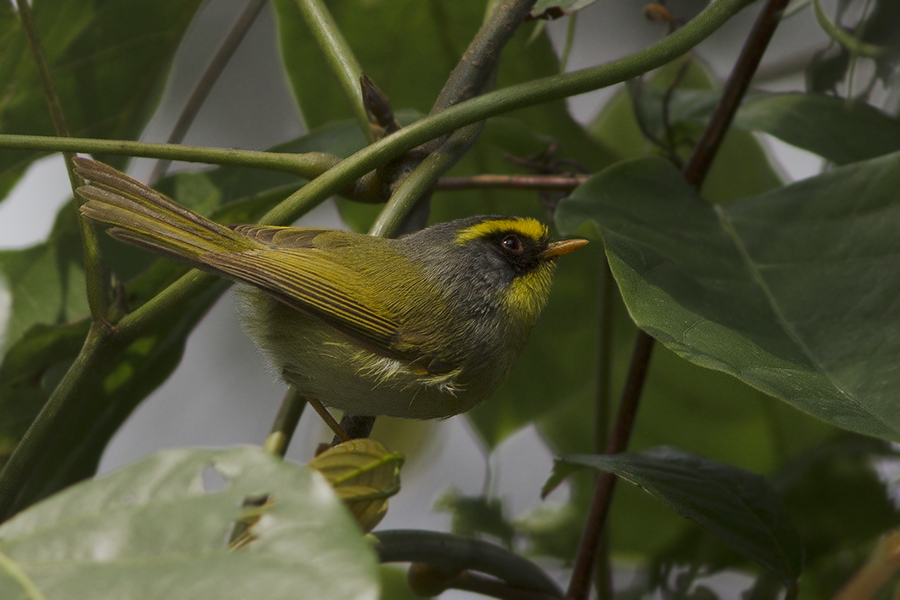
Svartkindad cettia i Neora Valley National Park, West Bengal, Indien.

## Utbredning och systematik
Svartkindad cettia delas upp i tre underarter med följande utbredning:
- Abroscopus schisticeps flaviventris – centrala Nepal till Sikkim och nordöstra Indien (Darjeeling)
- Abroscopus schisticeps superciliaris – sydöstra Tibet till nordöstra Indien och Myanmar (Chin Hills och Mt. Victoria)
- Abroscopus schisticeps drasticus – södra Kina (Sichuan och Yunnan) till östra Myanmar och norra Vietnam

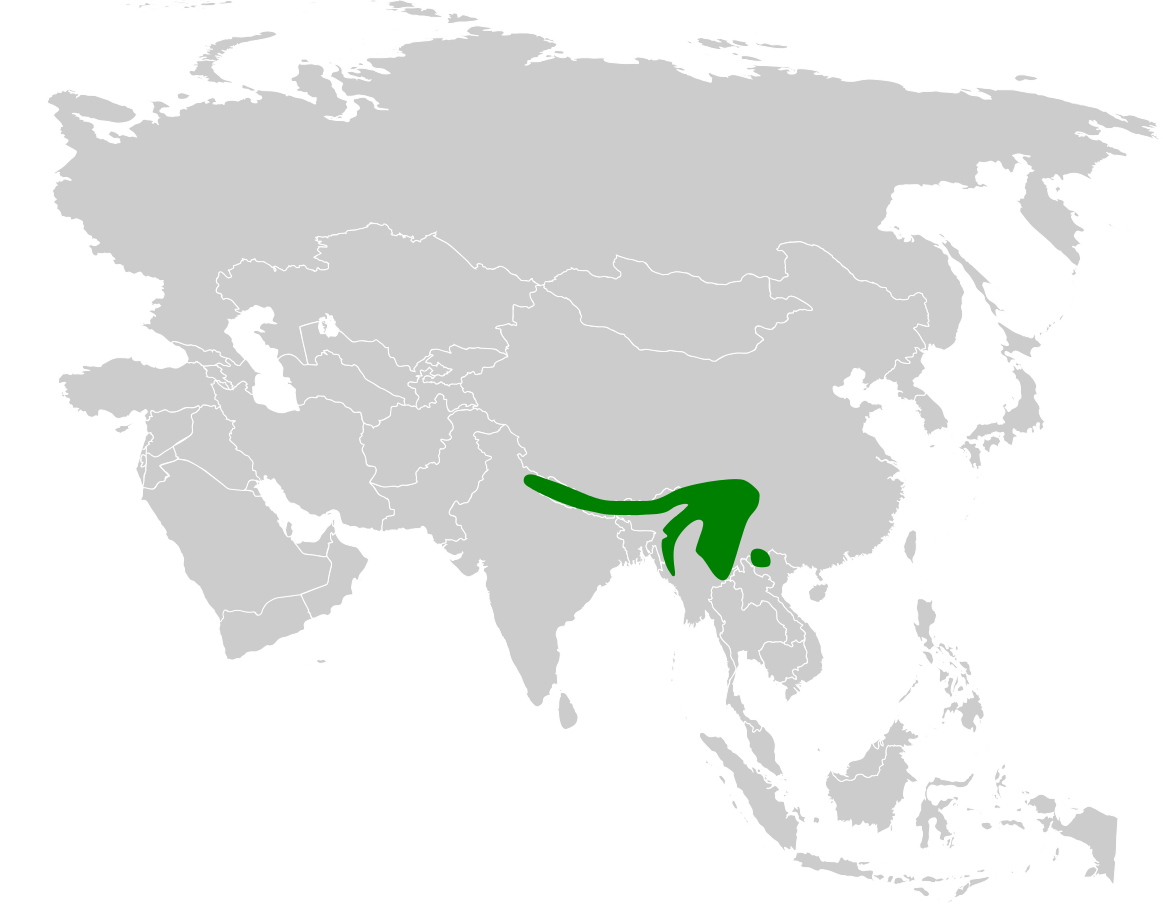
Utbredningsområdet för svartkindad cettia.

### Släktskap
De tre arterna i Abroscopus ansågs tidigare vara nära släkt med bambusångarna i Seicercus. DNA-studier visar dock att de inte alls är nära släkt. Istället är Abroscopus-arterna en del av cettisångarna.

## Levnadssätt
Svartkindad cettia förekommer i fuktiga subtropiska städsegröna lövskogar med mosstäckta träd, raviner och tät undervegetation. Den lever nästan uteslutande av mycket små ryggradslösa djur som den söker efter huvudsakligen i trädkronorna, framför allt längs klängväxter. Häckningsbiologin är dåligt känd. Den häckar från början av april till juni i nordöstra Indien. Arten är en stannfågel men tros röra sig höjdledes under året.

## Status och hot
Arten har ett stort utbredningsområde med stabil populationsutveckling. Utifrån dessa kriterier kategoriserar IUCN arten som livskraftig (LC). Den beskrivs som lokalt vanlig.

## Namn
Arten har tidigare kallats svartkindad bambusångare men blev tilldelad ett nytt namn efter genetiska studier som visade att den stod nära cettiorna.